# Gaby Amarantos
Gabriela Amaral dos Santos, más conocida como Gaby Amarantos (Belém, Pará, 1 de agosto de 1978), es una cantante de brega y pop de Brasil.

## Biografía
Nació en el distrito de Jurunas, en las afueras de Belém, estado de Pará, Norte de Brasil. Comenzó a cantar a la edad de 15 años, el coro de la parroquia de Santa Teresa de Lisieux. Forma parte de una familia de bailarines de samba, durante su adolescencia también se dedicó a cantar con el movimiento Flashbrega (un estilo musical brega de Pará), MPB y jazz (especialmente Ella Fitzgerald y Billie Holiday).
Cerca del 2000, comenzó a ser reconocida como una de las estrellas emergentes de la tecnobrega de Pará. Desde 2002 en adelante, encabeza la Banda Tecno Show, y grabó dos discos de audio y uno de videoclips.
En 2013 interpretó junto a Monobloco la canción patrocinadora de Coca-Cola para la Copa Mundial de Fútbol de 2014 "Todo Mundo".

## Discografía

### Álbumes de estudio
| Año  | Título           | Disquera          |
| ---- | ---------------- | ----------------- |
| 2012 | Treme            | Som Livre         |
| 2017 | Gaby Amarantos   | Sony Music Brasil |
| 2018 | Não Para Não     | Sony Music Brasil |
| 2019 | PIRAKI           | Sony Music Brasil |
| 2021 | Ritmo Tropical   | Sony Music Brasil |
| 2023 | Som do Tambor    | Sony Music Brasil |
| 2024 | Ritmo Tropical 2 | Sony Music Brasil |
| 2025 | AMAZONIA         | Sony Music Brasil |

### Álbumes en vivo
| Año  | Título                 | Disquera          |
| ---- | ---------------------- | ----------------- |
| 2022 | Ritmo Tropical Ao Vivo | Sony Music Brasil |

### Sencillos
| Año  | Canción                                            | Álbum                  | Sello discográfico |
| ---- | -------------------------------------------------- | ---------------------- | ------------------ |
| 2012 | Ex Mai Love                                        | Treme                  | Som Livre          |
| 2017 | Não Vou Ficar (feat. Diplo y Vesgo)                | Gaby Amarantos         | Sony Music Brasil  |
| 2017 | Me Pegou                                           | Gaby Amarantos         | Sony Music Brasil  |
| 2017 | Você Gosta Assim (feat. Anitta)                    | Gaby Amarantos         | Sony Music Brasil  |
| 2017 | Faço Ferver                                        | Gaby Amarantos         | Sony Music Brasil  |
| 2018 | Nosso Amor                                         | Gaby Amarantos         | Sony Music Brasil  |
| 2018 | Bora Beber                                         | Não Para Não           | Sony Music Brasil  |
| 2018 | Seu Crime                                          | Não Para Não           | Sony Music Brasil  |
| 2018 | Eita Menina (feat. Diplo y Vesgo)                  | Não Para Não           | Sony Music Brasil  |
| 2019 | I Love U Corote                                    | -                      | Sony Music Brasil  |
| 2019 | Miragem                                            | Não Para Não           | Sony Music Brasil  |
| 2019 | Seu Crime (Remix) (feat. Marília Mendonça)         | Não Para Não           | Sony Music Brasil  |
| 2019 | À Flor da Pele (feat. Emicida)                     | Não Para Não           | Sony Music Brasil  |
| 2019 | Close (feat. Fergie)                               | PIRAKI                 | Sony Music Brasil  |
| 2019 | Amor de Que                                        | PIRAKI                 | Sony Music Brasil  |
| 2020 | Perigosa (feat. Ludmilla)                          | PIRAKI                 | Sony Music Brasil  |
| 2020 | Desapega                                           | PIRAKI                 | Sony Music Brasil  |
| 2020 | Let me be the one (feat. Juicy J)                  | PIRAKI                 | Sony Music Brasil  |
| 2020 | Inolvidable (con Luan Santana)                     | Ritmo Tropical         | Sony Music Brasil  |
| 2020 | Atrevida (feat. TINI)                              | Ritmo Tropical         | Sony Music Brasil  |
| 2021 | Fim de Semana (feat. Jerry Smith)                  | Ritmo Tropical         | Sony Music Brasil  |
| 2021 | Ama Sofre Chora                                    | Ritmo Tropical         | Sony Music Brasil  |
| 2021 | Apaixonada                                         | Ritmo Tropical         | Sony Music Brasil  |
| 2021 | Sei Te Excitar (feat. MC Lan y Dennis DJ)          | Ritmo Tropical         | Sony Music Brasil  |
| 2021 | Paixão Adolescente (feat. Luan Santana)            | Ritmo Tropical         | Sony Music Brasil  |
| 2021 | Rolha                                              | Ritmo Tropical Ao Vivo | Sony Music Brasil  |
| 2022 | Ela Não Vale Nada (feat. Maiara & Maraisa)         | Ritmo Tropical Ao Vivo | Sony Music Brasil  |
| 2022 | Mel (feat. Wesley Safadão)                         | Ritmo Tropical Ao Vivo | Sony Music Brasil  |
| 2022 | El Que Espera (feat. Maluma)                       | Ritmo Tropical Ao Vivo | Sony Music Brasil  |
| 2022 | Ai Papai (feat. Tays Reis)                         | Ritmo Tropical Ao Vivo | Sony Music Brasil  |
| 2022 | Última Lágrima (feat. Elza Soares)                 | Som do Tambor          | Sony Music Brasil  |
| 2023 | Assanhadinha (Ai Ai Ai)                            | Som do Tambor          | Sony Music Brasil  |
| 2023 | Toma Toma                                          | Som do Tambor          | Sony Music Brasil  |
| 2023 | Me Responde (feat. Alok)                           | Ritmo Tropical 2       | Sony Music Brasil  |
| 2023 | Eu e tu (tattoo) (con Tove Lo feat. Simone Mendes) | Ritmo Tropical 2       | Sony Music Brasil  |
| 2024 | Orgulho Guarani (con Alok)                         | AMAZONIA               | Sony Music Brasil  |
| 2024 | Me Libera (feat. Latino)                           | Ritmo Tropical 2       | Sony Music Brasil  |
| 2024 | São Amores                                         | Ritmo Tropical 2       | Sony Music Brasil  |
| 2024 | Vou te Esquecer (feat. Joelma)                     | Ritmo Tropical 2       | Sony Music Brasil  |
| 2024 | Moradora do Norte                                  | AMAZONIA               | Sony Music Brasil  |
| 2025 | Mulher da Amazônia (feat. Joelma)                  | AMAZONIA               | Sony Music Brasil  |

### Collaboraziones
| Año  | Canción                                                                | Sello discográfico |
| ---- | ---------------------------------------------------------------------- | ------------------ |
| 2018 | Chora Não (Carrapicho feat. Gaby Amarantos)                            |                    |
| 2020 | In Your Eyes (Eu Quero Mais) (Remix) (The Weeknd feat. Gaby Amarantos) |                    |
| 2020 | Entre nós (MC Biel feat. Gaby Amarantos)                               |                    |
| 2023 | De beijo em beijo (Luan Santana feat. Gaby Amarantos)                  |                    |
| 2024 | Quem manda em mim (Simaria Mendes feat. Gaby Amarantos)                |                    |

## Premios

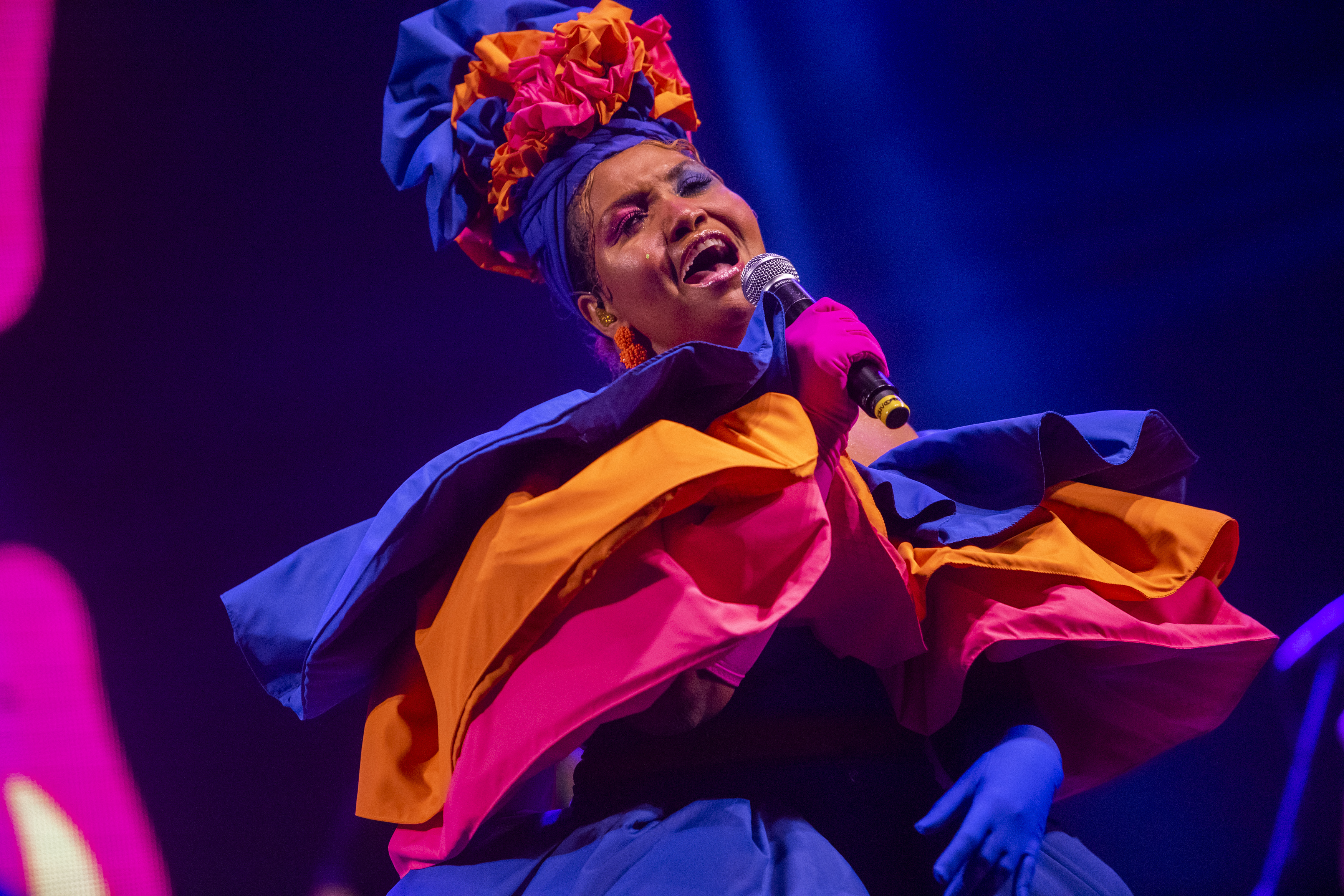
Festival Sensacional (2020)

| Año  | Premio                 | Categoría           | Indicación     | Resultado |
| ---- | ---------------------- | ------------------- | -------------- | --------- |
| 2012 | Melhores do Ano        | Revelación Musical  | Gaby Amarantos | Nominado  |
| 2012 | Premios Grammy Latinos | Mejor Nuevo Artista | Gaby Amarantos | Nominado  |
| 2012 | Prêmio Multishow       | Nuevo Hit           | Ex Mai Love    | Ganadora  |
| 2012 | MTV Video Music Brasil | Mejor Portada       | Treme          | Ganadora  |
| 2012 | MTV Video Music Brasil | Clipe del Año       | Xirley         | Nominado  |
| 2012 | MTV Video Music Brasil | Artista Femenino    | Gaby Amarantos | Ganadora  |
| 2012 | MTV Video Music Brasil | Artista del Año     | Gaby Amarantos | Ganadora  |